# Rocket
Рокет Деливери (2018-2022) — украинская компания, предоставляющая услуги по доставке еды и продуктов питания под брендом Rocket (ранее — Raketa) с использованием мобильного приложения. По состоянию на 2021 год компания Rocket работала в 8 странах Европы (включая Украину) и более чем в 30 городах.

## История компании
Сервис под названием Raketa в 2018 году создали Алексей Юхимчук и Станислав Дмитрик. Первый заказ был выполнен в городе Днепре. В конце 2019 года сервис начал действовать в Киеве.
В апреле 2020 началась доставка продуктов из супермаркетов в Киеве, в июне сервис начал работать в ряде других городов.
23 декабря 2020 сервис был переименован в «Rocket» и начал работу на Кипре. В июле 2021 года запустился во Франции и Греции.
По данным Deloitte, «Ракета» была вторым по популярности и узнаваемости сервисом быстрой доставки в Украине после Glovo. Как сообщал украинский Forbes, Rocket проводил дорогостоящую рекламную кампанию, после ухода с Украины Uber в 2020 году для компании сложилась благоприятная ситуация. В 2021 году Rocket боролся за первое место на украинском рынке доставки, работал также на Кипре, в Нидерландах, Франции, Испании, Португалии, Венгрии и Греции.
В декабре 2021-январе 2022 года в компании прошли массовые сокращения штата, Rocket также урезал расходы на маркетинг и отказался от ряда проектов по развитию. Причиной стала нехватка финансирования, что может быть связано с уголовным делом против бывшего инвестора Тимура Рохлина по подозрению в мошенничестве. В компании заявляли, что Тимур Рохлин уже не имеет отношения к Rocket, а работа уволенных сотрудников была оплачена в полном объёме. Бывшие сотрудники утверждали, что выплаты были неполными, основатели компании не стали ничего сами объяснять персоналу. Из-за ареста первого инвестора Тимура Рохлина у Rocket начались проблемы с финансированием, ситуация ухудшилась с начала полномасштабной войны в Украине. Сооснователи Rocket сообщили сотрудникам, что нового владельца найти не удалось, проект заморожен, а команде лучше искать новую работу. С заведениями-партнерами впоследствии фаундеры также перестали выходить на связь, не выплатив долги.
24 февраля 2022 года, в связи с введением военного положения, приостановил работу на Украине, не выплатив заработную плату курьерам и сотрудникам компании. 
Компания осталась должна ресторанам-партнерам более 140 миллионов гривен и через суд пытается открыть дело о банкротстве. 

## Работа компании
На 2021 год учредители компании оценивали свой проект в $100 миллионов, Forbes Ukraine включил Rocket в рейтинг ТОП-30 украинских стартапов, указав оценку $50-100 миллионов. После того как в 2019 году Тимур Рохлин выкупил проект у сервиса коллективных скидок Pokupon, у основателей Алексея Юхимчука и Станислава Дмитрика осталось по 7 % компании. В апреле 2020 года контроль через кипрскую компанию перешёл от Тимура Рохлина к отцу Игорю Рохлину.
Курьеры проекта считаются фрилансерами, доставляют заказы пешком, а так же на велосипедах, скутерах и авто. Пользователь может заказать доставку из партнёрских магазинов и заведений питания. Сервис является трёхсторонним маркетплейсом, который объединяет клиентов, курьеров и рестораны/магазины.
В 2020 году мобильное приложение компании вошло в десятку популярнейших в Европе в категории «Еда и напитки». Rocket был партнером проекта БФ «Старенькі» (выделяла одно транспортное средство с водителем), который стал финалистом конкурса «Партнерство заради сталого розвитку — 2020» в категории «Подолання пандемії COVID-19».[значимость факта?]